# Michael Doughty
Michael Edward Doughty (Londra, 20 novembre 1992) è un ex calciatore gallese, di ruolo centrocampista.

## Carriera

### Club
Ha giocato nella prima e nella seconda divisione inglese con il QPR e nella prima divisione scozzese con il St. Johnstone.

### Nazionale
Ha giocato nelle nazionali giovanili gallesi Under-19 ed Under-21.

## Palmarès

### Club

#### Competizioni nazionali
- Campionato inglese di quarta divisione: 1

Swindon Town: 2019-2020